# Anita Ušacka
Anita Ušacka (ur. 26 kwietnia 1952) – łotewska prawniczka.
Specjalizuje się w prawie międzynarodowym i prawach człowieka, ze szczególnym uwzględnieniem praw kobiet i dzieci. W latach 1994–1996 była dyrektorem wykonawczym łotewskiej sekcji UNICEF, od 1999 wykładowca (od 2002 z tytułem profesora) Uniwersytetu Łotewskiego w Rydze (na Wydziale Prawa Konstytucyjnego). Brała udział w wielu programach badawczych oraz konferencjach naukowych dotyczących zasad prawnych i demokracji w państwach Europy Wschodniej i Centralnej, promocji i ochrony praw człowieka oraz roli dziecka jako świadka. Autorka wielu publikacji.
W lutym 2003 została wybrana na sędziego Międzynarodowego Trybunału Karnego, na kadencję 3-letnią; w styczniu 2006 została wybrana ponownie, tym razem na pełną 9-letnią kadencję.